# Долар Конфедеративних Штатів Америки
Долар Конфедеративних Штатів Америки — грошова одиниця самопроголошених Конфедеративних Штатів Америки. Почали випускатись після початку Громадянської війни, за період якої були схильні до гіперінфляції, яка на кінець війни становила 4000 %.
Випуск грошей розпочався після входження до складу КША Луїзіани, в столиці якої, в Новому Орлеані, містився монетний двір.
У 1861 році випустили 12 пробних мідно-нікелевих монет номінальною вартістю в 1 цент. На аверсі зображена римська богиня мудрості Мінерва під фригійським ковпаком, з написом «CONFEDERATE STATES OF AMERICA». Реверс містить позначення номіналу «1 CENT» у центрі вінка складається з основних сільськогосподарських культур Півдня. Також внизу зображено стос бавовни — основа економіки Конфедерації. Згодом було випущено безліч копій цієї монети з найрізноманітніших металів (але не мідно-нікелевого сплаву).